# بی‌متال

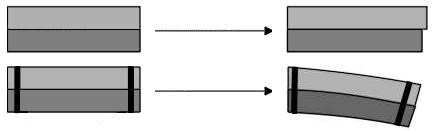
نمایشی از اصول عملکرد بی‌متال. در سمت چپ دو فلز پیش از گرم شدن و در سمت راست پس از گرم شدن نمایش داده شده‌اند. (در ردیف بالا دو فلز به هم جوش نخورده‌اند)

بی‌متال (انگلیسی: Bimetal) یا دوفلز قطعه‌ای است که از دو فلز ناهمجنس —به ویژه فلزهایی که دارای ضریب انبساط متفاوت هستند— که از یک سطح کاملًا به هم جوش خورده‌ یا پرچ شده‌اند، تشکیل شده‌است. برای ساختن بی‌متال دو فلز را در حالت گرم و با استفاده از غلتک به هم پرس می‌کنند به طوری که حاصل کار به صورت یک‌تکه دیده می‌شود.
عنصر بی‌متالیک نوار یا دیسک دوفلزه است که بر اثر گرما در جهت فلزی که ضریب انبساط پایین‌تری دارد خم می‌شود و پس از سرد شدن به حالت اول بازمی‌گردد. معمولاً یک تماس الکتریکی در یک سو یا سوی دیگر این عنصر برقرار می‌شود و از آن به عنوان یک دماپا استفاده می‌کنند.
دماسنج دوفلزی یک دماسنج برپایهٔ عنصر دوفلزی است که به شیوهٔ مکانیکی (از راه اهرم یا چرخ‌دنده) به یک عقربه که دما را نمایش می‌دهد متصل شده‌است.:
دماپای دوفلزی
گونه‌ای از دماپا است که در آن یک عنصر دوفلزی کنتاکت‌های یک کلید را باز می‌کند یا می‌بندد.

## کلید بی‌متال یا رلهٔ حرارتی
در صنعت برق یک کلید حساس به دما است که بر پایهٔ عنصر بی‌متال ساخته‌شده. کلید بی‌متال یا رلهٔ حرارتی یکی از رایج‌ترین انواع رله‌های اضافه‌بار (Over Load) حرارتی است که در صنعت برق مورد استفاده قرار میگیرد و به صورت سری در مدار الکترو موتور قرار می‌گیرد و برای حفاظت از آن در مقابل اضافه‌بار استفاده می‌شود.

### ساختمان و طرز کار

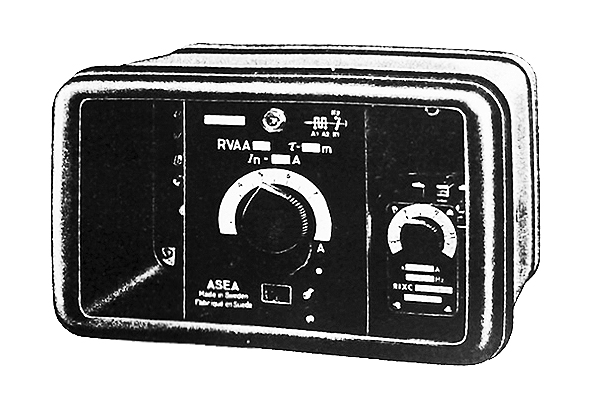
نوعی رلهٔ دقیق حرارتی اضافه جریان (RVAA)

در اثر عبور جریان الکتریکی از بی‌متال هر دو فلز گرم‌شده و طول آن‌ها زیاد می‌شود اما از آنجایی که ضریب انبساط دو فلز متفاوت است، بی‌متال به سمت فلزی که ضریب انبساط پایین‌تری دارد خم می‌شود. این جابجایی به وسیلهٔ اهرم یا به صورت مستقیم کنتاکت‌ها را قطع یا وصل می‌کند. از این ویژگی در فیوزها و رله‌های بی‌متال استفاده می‌شود.
برای افزایش سرعت عملکرد بی‌متال و جلوگیری از جرقه و سوختگی محل اتصال، از آهن‌ربا در بالا و پایین تیغهٔ دوفلزی استفاده می‌شود که نیروی مغناطیسی آن به بسته شدن سریع اتصال کمک می‌کند.
رله‌های حرارتی (بی‌متال) تنظیم‌پذیر هستند و می‌توان آن‌ها را به گونه‌ای تنظیم کرد که جریان‌هایی بین ۱٫۰۵ تا ۱۰ برابر جریان نامی موتورها را قطع کنند.
«روش تنظیم رلهٔ حرارتی بدین گونه است که باید پیچ تنظیم آنرا برابر جریان نامی الکتروموتور تنظیم نمود».
رلهٔ بی‌متال سه‌فاز معمولاً دارای سه پل قدرت و دو کنتاکت فرمان است (یک کنتاکت باز برای اتصال به سیستم هشداردهنده و یک کنتاکت بسته برای قراردادن در مسیر تغذیهٔ کنتاکتور). کنتاکت معمولاً بستهٔ بی‌متال با شماره‌های ۹۵-۹۶ و کنتاکت معمولاً باز آن با شماره‌های ۹۷-۹۸ مشخص می‌شود.
برخی از رله‌های بی‌متال دارای دو حالت دستی و خودکار هستند که در حالت دستی اگر رله عمل کند باید آن را به صورت دستی و با فشردن دکمهٔ RESET به حالت اول بازگرداند، اما در حالت خودکار برگشتن به حالت اول پس از گذشت مدتی معین به صورت خودکار انجام می‌شود.
قسمت‌های مختلف یک رلهٔ حرارتی عبارتند از:
- تیغه‌های اتصال به کنتاکتور
- ترمینال‌های اتصال به کابل موتور
- ترمینال مشترک مدار فرمان
- پیچ تنظیم جریان
- ترمینال‌های باز و بستهٔ مدار فرمان
- پیچ تغییر وضعیت
- دگمهٔ برگشت وضعیت

هنگام استفاده از یک بی‌متال سه‌فاز در مدار تکفاز، دو تیغهٔ بی‌متال را با هم سری می‌کنیم و سیم فاز را از آن عبور می‌دهیم و تیغهٔ سوم برای سیم نول استفاده می‌شود.